# Марс 1969А
«Марс 1969А» — советская автоматическая межпланетная станция (АМС) третьего поколения космической программы «Марс». Одна из двух АМС серии М-69. «Марс 1969А» предназначена для исследования Марса с орбиты искусственного спутника.
Космический аппарат запущен 27 марта 1969 в 10:40:45 UTC с космодрома Байконур 81/23, ракетой-носителем Протон-К с разгонным блоком D. Запуск закончился неудачей из-за аварии ракеты-носителя.

## Устройство аппарата
Аппарат был одним из двух одинаковых первых в СССР и мире многотонных АМС. Аппарат имел стартовую массу 4850 кг, топливный бак зонда имел сферическую форму со внутренней перегородкой, для того, чтобы он состоял из двух отдельных отсеков. Две панели солнечных батарей общей площадью 7 квадратных метров были установлены по обе стороны аппарата. Параболическая антенна имела диаметр 2,8 м, установленная в верхней части зонда, вместе с тремя герметичными отсеками, первый — отсек для электроники, второй — для радиосвязи и навигационных систем, третий — для камеры, аккумуляторов и телеметрических устройств. Также на внешней стороне космического корабля было установлено две антенны конической формы и набор датчиков.
Главный двигатель был установлен в нижней части зонда и использовал ТНА для работы на четырёхокиси азота и несимметричном диметилгидразине (НДМГ), которые были в основе топлива. Восемь двигателей с собственными топливными баками и 9 герметизированных резервуаров управляющие подачей гелия для (2 двигателей), контроля за траекторией (2), для управления (4). Стабилизация полёта с тремя осями ориентацией были достигнуты за счёт: 2 Солнечных датчиков, 2 Земного датчика, 2 датчика Марса, звёздного датчика, гироскопов, и малых двигателей использовавших сжатый газообразный азот, который хранится в 10 герметичных резервуарах. Мощность в 12 Ампер вырабатывали солнечные батареи аппарата, а затем энергия накапливалась в никель-кадмиевых аккумуляторах ёмкостью 110 ампер*час.
Связь осуществлялась через два передатчика сантиметрового диапазона (6 ГГц), передающих данные со скоростью 6000 бит/с; два передатчика и три приёмника дециметрового диапазона (790—940 МГц), потребляющий 100 Вт электроэнергии и передающий данные со скоростью 128 бит/с на 500 каналах телеметрии. Параболическая остронаправленная антенна с высоким коэффициентам увеличения использовалась в качестве передатчика при приближения к Марсу, а также коническая полу-направленная антенна с низким коэффициентом усиления. Тепловой контроль был достигнут за счёт пассивного экранно-вакуумной изоляции при помощи системы герметичных отсеков, состоящие из вентиляции и блока циркуляции воздуха, которые проходят через радиаторы и подвергаются воздействию солнечного света и тени.
Научная аппаратура аппарата состояла в основном из трёх телевизионных камер, предназначенных для получения снимков поверхности Марса. У камеры было 3 цветных фильтра с двумя объективами: 50-мм объектив с разрешением 1500 х 1500 км и 350-мм объектив, с разрешением 100 х 100 км. Размер изображения был 1024 x 1024 пикселей с максимальным разрешением от 200 до 500 метров. Камера система состояла из записывающего блока, блока обработки, и блока для подготовки изображения для передачи. Камера может хранить 160 изображений. На аппарате имелся радиометр, детектор паров воды, ультрафиолетовый и инфракрасный спектрометр, детектор слежения за радиацией, гамма-спектрометр, водородный/гелиевый масс-спектрометр, спектрометр солнечной плазмы, и низкоэнергетический ионный спектрометр.

## Программа полета
Выведение на траекторию полёта к Марсу. Повторное включение разгонного блока после одного витка на околоземной орбите. Доразгон космического аппарата встроенным двигателем.
Два манёвра коррекции траектории в течение 6 месяцев полёта к Марсу.
Выведение АМС на орбиту искусственного спутника Марса 34000 X 1700 км с наклонением 40 градусов и периодом обращения 24 часа. Фотографирование и другие исследования с этой орбиты.
Коррекция орбиты для уменьшения периапсиса до 500—700 км.
Проведение с этой орбиты научных исследований и фотографирования в течение трёх месяцев.

## Полёт
«Марс 1969А» был запущен 27 марта 1969 в 10:40:45 UTC с космодрома Байконур 81/23, ракетой-носителем Протон-К и разгонным блоком Д. Первая и вторая ступени отработали успешно, но на третьей ступени возникли неполадки в подшипнике ротора, которые в свою очередь вызвал возгорание турбонасосного агрегата. На 438,66 секунды после старта двигатели остановились и взорвались, обломки ракеты и межпланетной станции упали в горах Алтая. В результате программа полёта АМС «Марс 1969А» была не выполнена.